# Artigo N° 45
Artigo N° 45 ist ein Kurzfilm des portugiesischen Regisseurs Rui Luís aus dem Jahr 2012. Der 16-minütige Dokumentarfilm greift Artikel 45 der portugiesischen Verfassung auf, der den Bürgern Versammlungs- und Demonstrationsfreiheit garantiert.
Luís begleitete am 22. März 2012 mit der Kamera eine Demonstration in Lissabon, die anlässlich eines von den Gewerkschaften ausgerufenen Generalstreiks stattfand. Dabei versuchte er, nicht mit den Demonstranten zu interagieren, um die Neutralität des Beobachters bestmöglich zu wahren.
Der Film wurde am 25. Oktober 2012 im Rahmen des 10. Doclisboa gezeigt.